# Baroque churrigueresque

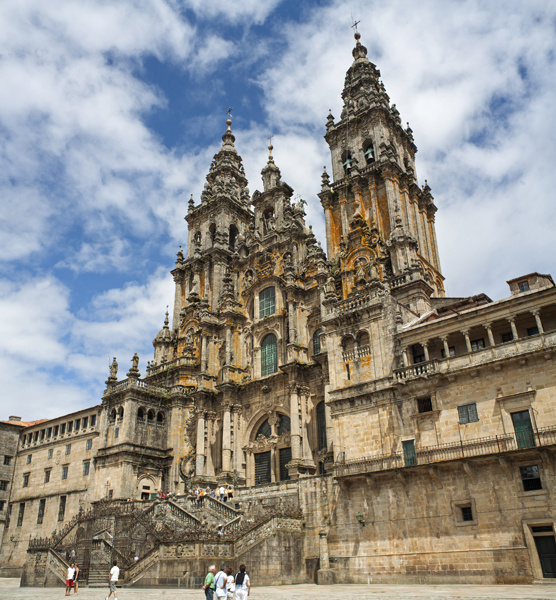
L’Obradoiro de Compostelle est un exemple type du churrigueresque espagnol.

Le baroque churrigueresque est l'aspect que prend le baroque en Espagne au XVIIIe siècle (plus particulièrement entre 1720 et 1770) et qui se caractérise par une abondance ornementale. Il développe en particulier les valeurs décoratives d’éléments singuliers tels que le retable, le portail, et la façade.
Il tient son nom de la famille des Churriguera, sculpteurs à Salamanque, dont les retables sont célèbres pour être des structures spectaculaires, sculptées de manière artisanale, mêlant des motifs décoratifs à la fois gothiques et plateresques qui sont refondus dans des compositions baroques extravagantes. Les plus célèbres représentants du style sont les frères José Benito de Churriguera (1665-1725), Joaquín de Churriguera (1674-1724), Alberto de Churriguera (1676-1750) et leur neveu Manuel de Lara Churriguera. Ils ont créé le style baroque particulier à l'Espagne, le baroque churrigueresque.On peut cependant trouver les premières traces de cette architecture dans l'œuvre d'Alonzo Cano, qui a dessiné la façade de la cathédrale de Grenade en 1667. Pedro de Ribera (1681-1742), architecte qui a réalisé le pont de Tolède (es) à Madrid, est considéré comme l'un des maîtres de l'art churrigueresque, illustré notamment par la façade de l'hospice San Fernando, édifiée de 1722 à 1726, véritable transposition en pierre des riches retables en bois sculpté.
La façade principale de la cathédrale de Compostelle est en fait un placage baroque sur la structure romane : cette façade élevée de 1738 à 1747 par Fernando Casas y Novoa illustre bien l'épanouissement du churrigueresque dans toute la province.
L'Andalousie fut une région où l'on vit fleurir de nombreux exemples de l'art churrigueresque, dans nombre de villes ou villages, les architectes les plus représentatifs en sont Leonardo de Figueroa (1650-1730) et Francisco Hurtado (1669-1725), ce dernier ayant grandement contribué au renouvellement du vocabulaire ornemental par l'emploi d'éléments décoratifs classiques multipliés en prismes et fragmentés à souhait. Séville constitua un centre très important de l'art churrigueresque, on y trouve notamment le grand portail du palais de San Telmo édifié de 1734 à 1754 par Antonio Matias de Figueroa, traité à la manière d'une gigantesque retable, et surtout l'église de San Luis, qui est le représentant le plus remarquable du churrigueresque à Séville. Mais cette architecture fit également bien des émules dans les Provinces basques, en Navarre, en Aragon, en Catalogne et dans le pays valencien, de sorte que ce style est devenu un temps le véritable art national espagnol, art populaire qui se déclina en de multiples variantes régionales.
Au Mexique, l'ex-cathédrale Saint-François-Xavier de Tepotzotlán, qui abrite le musée de la vice-royauté, relève aussi de ce style architectural.

## Caractéristiques générales

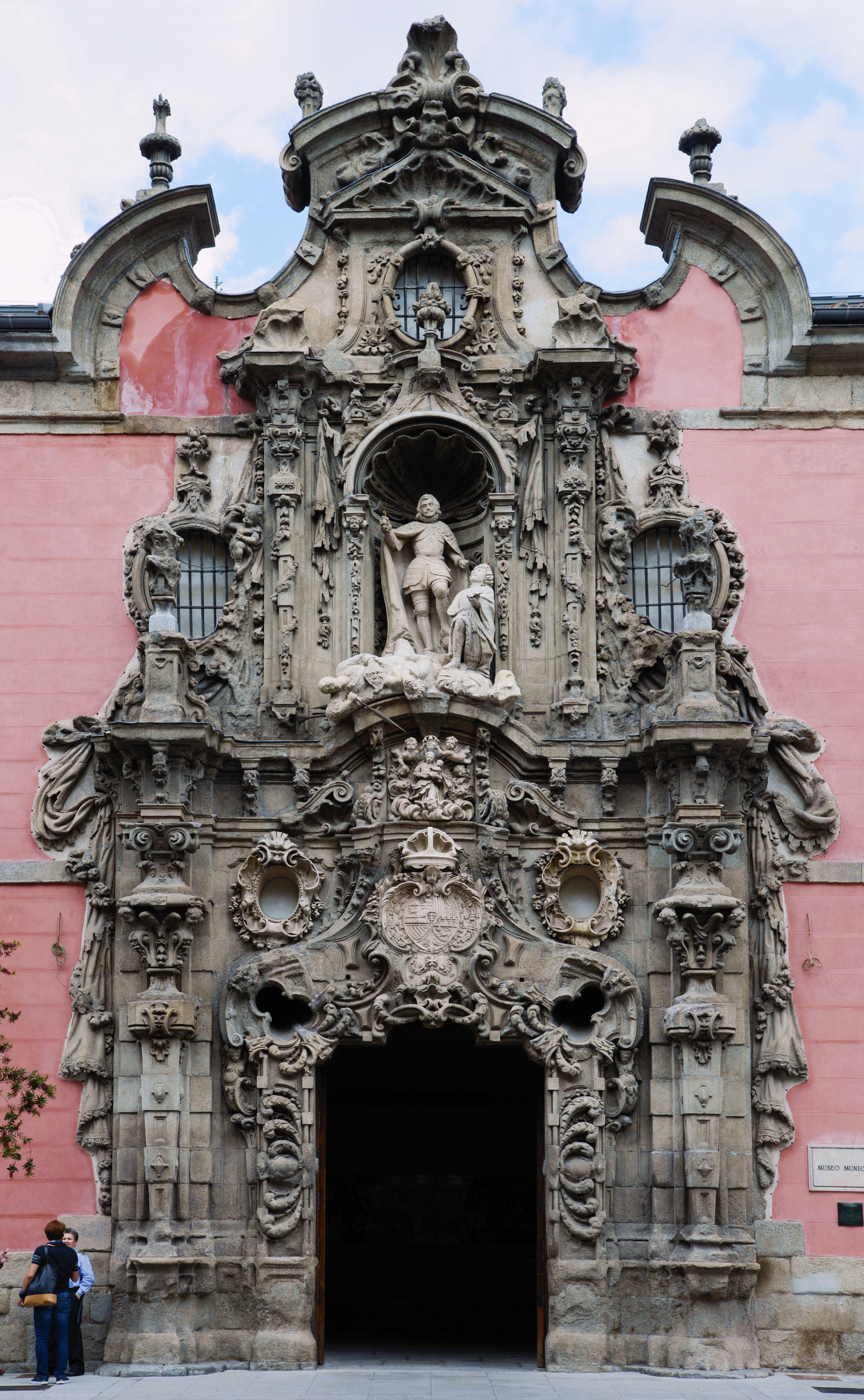
L'hospice San Fernando, bâti entre 1722 et 1726.

L'architecture churrigueresque constitue l'apogée du baroque en Espagne : voilà pourquoi il prend parfois le nom d'ultra-baroque. C'est surtout le décor plus que la composition des façades et du plan qui change, ses détracteurs le qualifient volontiers de surchargé, d'échevelé, il est en tout cas luxuriant, exubérant se distinguant en effet par une profusion ornementale sans limite, découlant d'une " horror vacui ", l'horreur du vide, présente traditionnellement depuis le développement de l'architecture mauresque.

### Décor extérieur
Ce style se fonde notamment sur l'introduction d'éléments concrets, tels que des draperies, bouquet ou encore des nuages, au sein des organes abstraits de l'architecture, constituant ainsi selon l'historien de l'art Louis Gillet : " la tentative la plus audacieuse qu'on ait faite pour renouveler le langage plastique et pour sortir de la routine des ordres de Vitruve ". La façade se théâtralise, et sa décoration offre un certain dynamisme. Une entité comme la colonne vient se décomposer en diverses cellules singulières qui dégagent leur propre vitalité hors de toute considération d'ensemble, énergie traduite par un rinceau ou une volute. Certains éléments ornementaux se retrouvent très régulièrement en décor plaqué sur les façades, tels que :
- La colonne salomonique, qui est une colonne torse d'ordre généralement corinthien ou composite (et dont le fût est généralement très ouvragé, ornée parfois de feuilles de vigne). On retrouve également l'estipite, qui est une superposition efflorescente d'étroites pyramides renversées, il s'agit souvent d'un pilastre fractionné, contorsionné et brisé au gré de l'imagination du sculpteur[5]. La gaine et le candélabre souvent tourmentés, se perdant en complexifications sont également présents ;
- La statuaire en ronde-bosse ainsi que des niches profondes ;
- La coquille, les méandres de volutes traitées en arabesque et autres ornements issus du style rococo ;
- Le pignon à volutes, découpé à l'extrême, qui joue avec les courbes et contre-courbes, lignes brisées et qui se confond dans son emploi avec un fronton échancré ;
- L'ornementation géométrique, la mouluration complexifiée à l'extrême qui se perd parfois dans le foisonnement de motifs végétaux[1] ;
- Les lignes classiques se distordent, se contorsionnent, les éléments horizontaux disparaissent, l'entablement se laisse absorber par le foisonnement décoratif, on observe une multiplication des ressauts, les lignes se brisent et se rebrisent, Louis Gillet résumait par cette phrase le mouvement d'une façade churrigueresque : " Tout palpite et trésaille, toutes ces verticales frissonnent comme une grande harpe "[4] ;
- Enfin, on trouve une abondance de garnitures diverses, tels que les cartouches, les rubans, les phylactères, les papiers découpés, les grappes, festons et guirlandes, les angelots et chérubins, qui sont tout autant d'ornements présents tant en façade qu'à l'intérieur[6] ;

### Décor intérieur

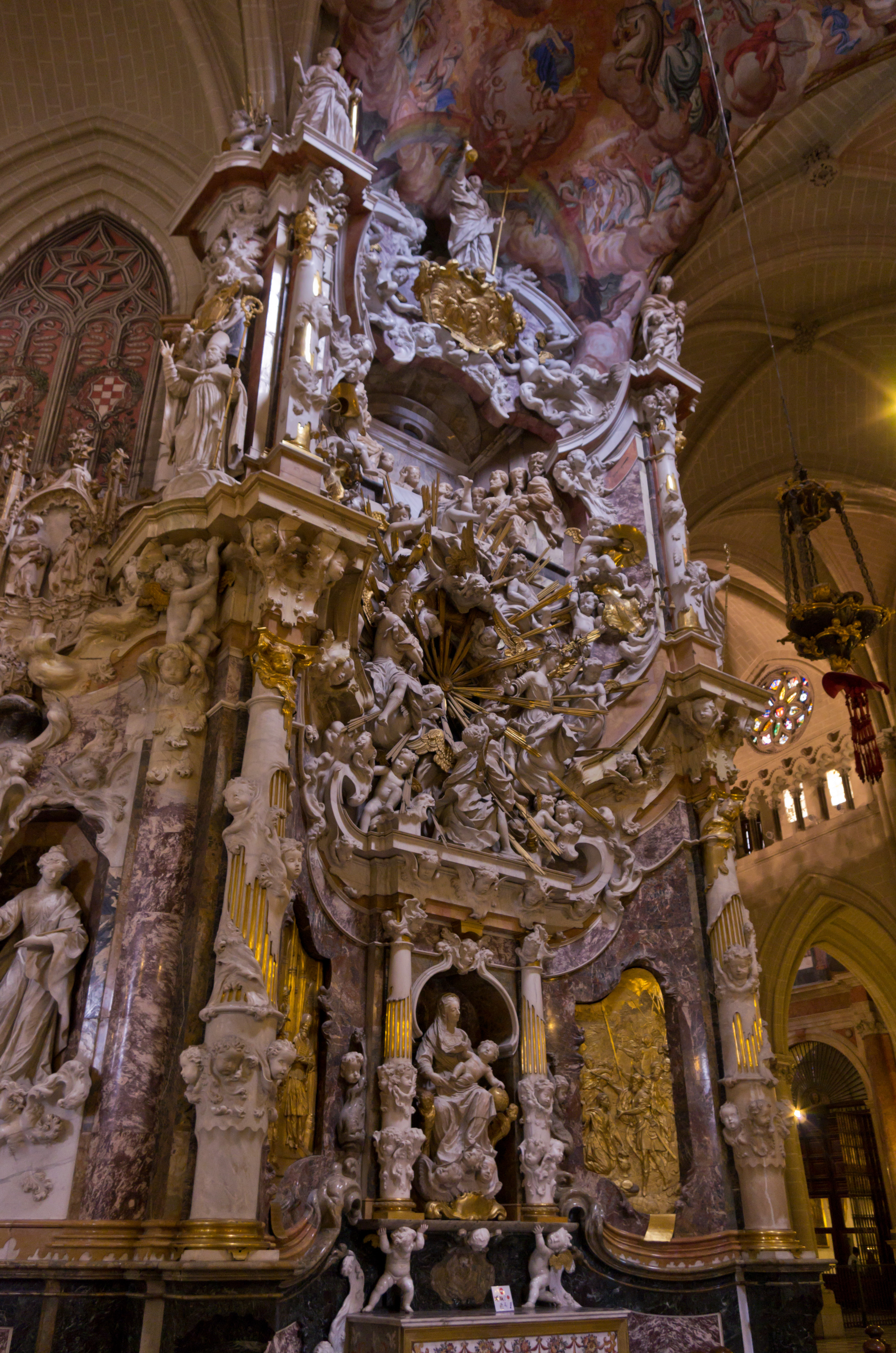
Transparent de la cathédrale Sainte-Marie-de-Tolède réalisé par Narciso Tomé.

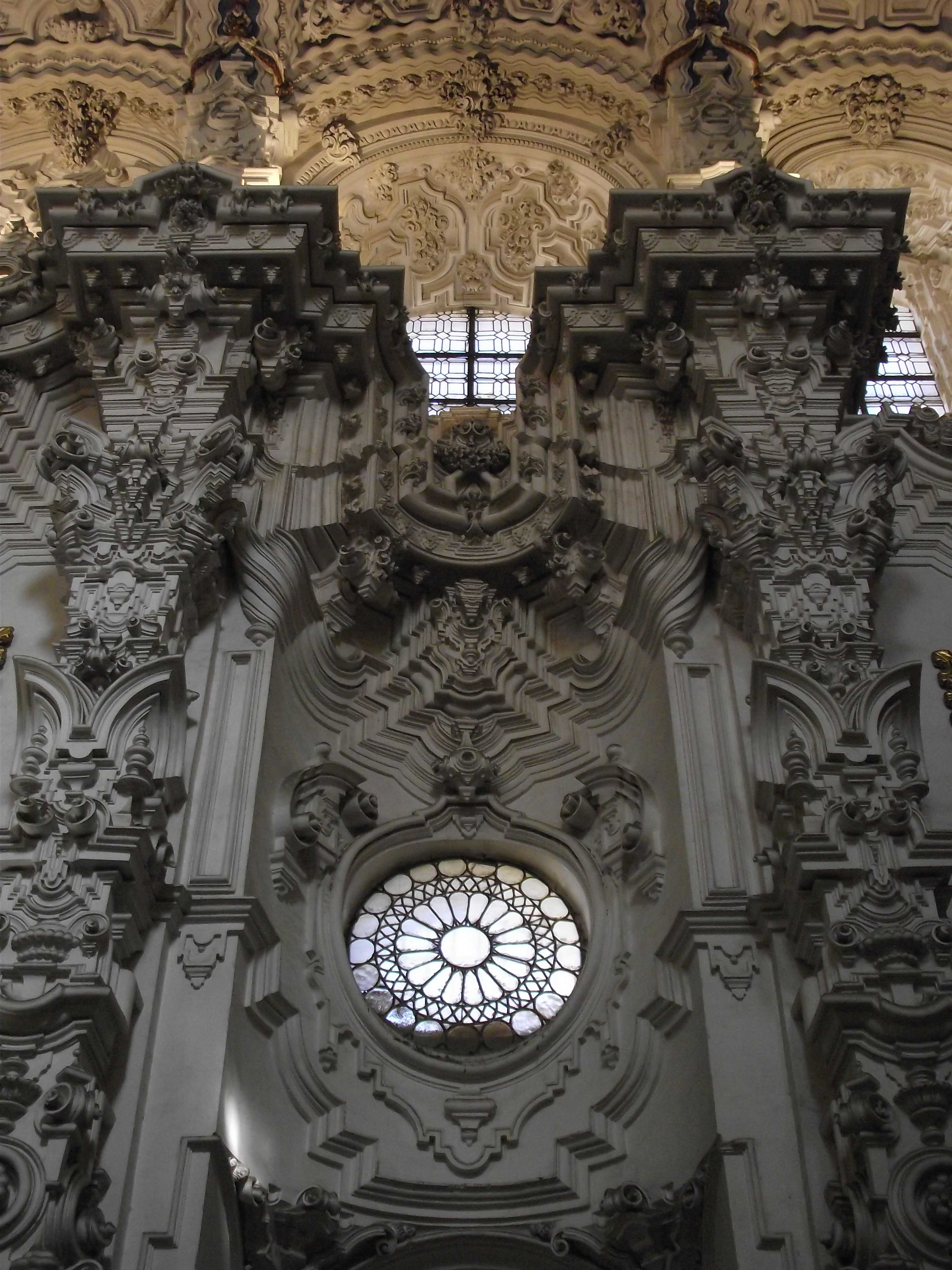
Détail d'une travée dans la sacristie de Grenade, cernée par deux estipites très complexes.

A l'intérieur des églises, le décor est tout aussi impressionnant, à en juger par la spectaculaire sacristie de la Cartuja de Grenade (commencée en 1727, décor achevé en 1764), dont la scénographie de stuc immaculé finement ciselé, aux ornements habilement découpés, représente le churrigueresque à son paroxysme. On observe un décor tout aussi riche dans la Capilla du Sagrario de l'église San Mateo à Lucena (construite entre 1740 et 1772), qui se distingue par sa polychromie très accentuée et par son ornementation qui s'inspire davantage du monde végétal, tout en alternant les rinceaux avec de nombreux putti. Il faut encore citer le Transparent de la cathédrale de Tolède, retable réalisé par Narciso Tomé entre 1721 et 1732 qui constitue là aussi une des manifestations les plus exaltées du baroque espagnol, grandiose structure plastique fusionnant l'architecture et la sculpture, la blancheur immaculée, le rose délicat des marbres et les ors, dont les effets théâtraux sont profondément liés au jeu d'ombre et de lumière mis en place par l'architecte-sculpteur.
On observe à l'intérieur de bon nombre d'églises rattachées à ce style cette même frénésie de courbes et de contre-courbes, de lignes brisées, mais à des niveaux divers. Certains intérieurs conservent un ordonnancement lisible, les moulurations complexes et les motifs tourmentés restant soumis à une composition rigoureuse, ce qui est malgré tout le cas à la sacristie de Grenade ; d'autres au contraire tendent à effacer l'intelligibilité de leur structure, laissant un décor d'apparence anarchique envahir chaque recoin de mur, croulant sous les stucs et les marbres capricieusement découpés. Cette manière de traiter le mur par le stuc fouillé, méticuleusement ouvragé est hérité de la technique hispano-mauresque des Yeserias polychromes.
La décoration intérieure des églises, codifiée dès le dernier tiers du XVIIe siècle, alliait des retables puissants et grandioses à un foisonnement d'ornements en stuc ou en plâtre garnissant les voûtes et les coupoles, ainsi la sculpture sur pierre était-elle beaucoup moins courante, car plus onéreuse. Ainsi, après une phase de baroque modéré (ou plutôt sévère à en juger l'Escorial), traversée à la fin du XVIIe siècle, l'architecture churrigueresque du XVIIIe siècle revient de fait aux formules décoratives du siècle précédent.

## Le churrigueresque en Amérique latine

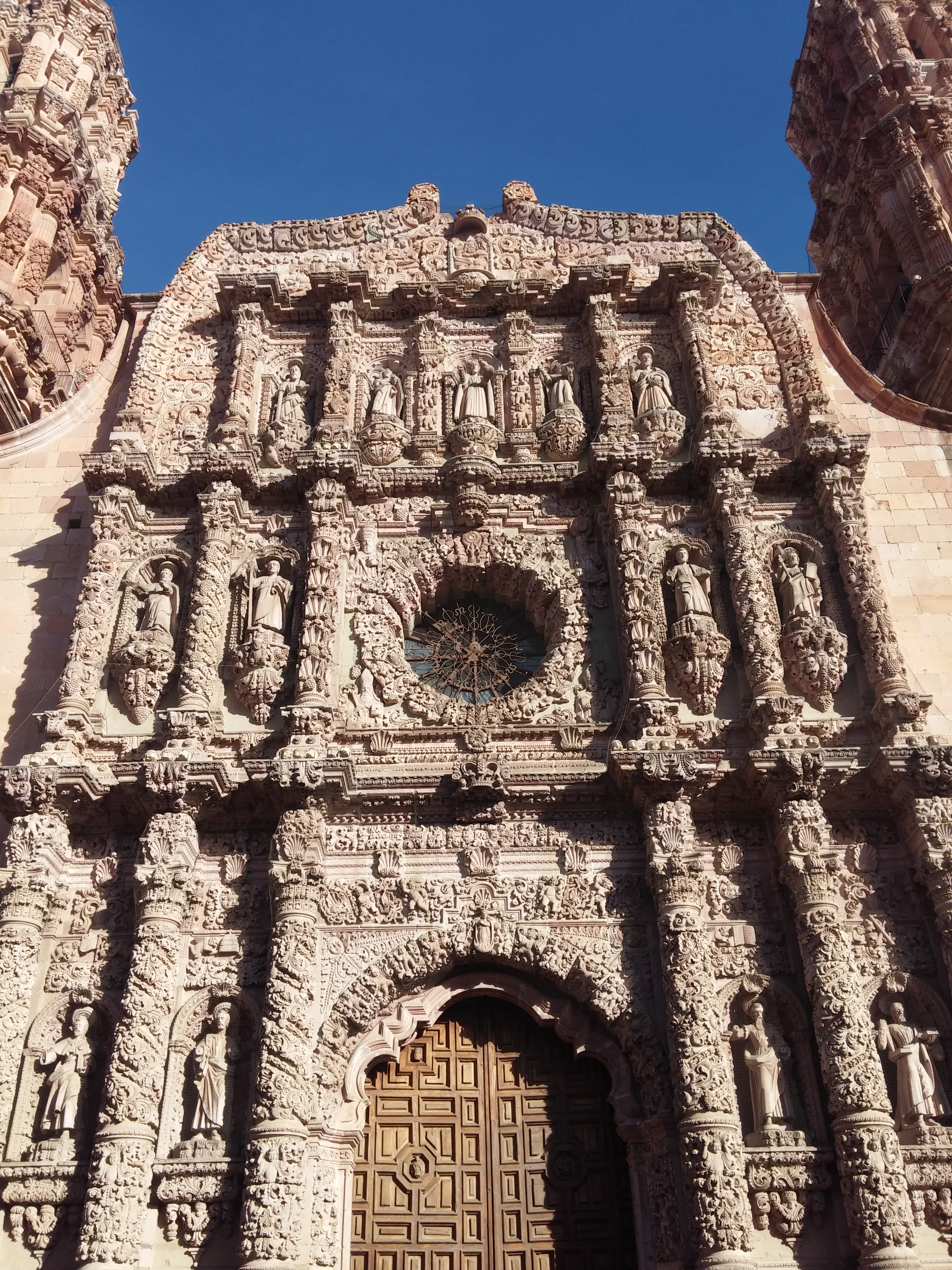
La cathédrale Notre-Dame-de-l'Assomption de Zacatecas, construite de 1729 à 1772, illustre la force lyrique si caractéristique de l'architecture churrigueresque.

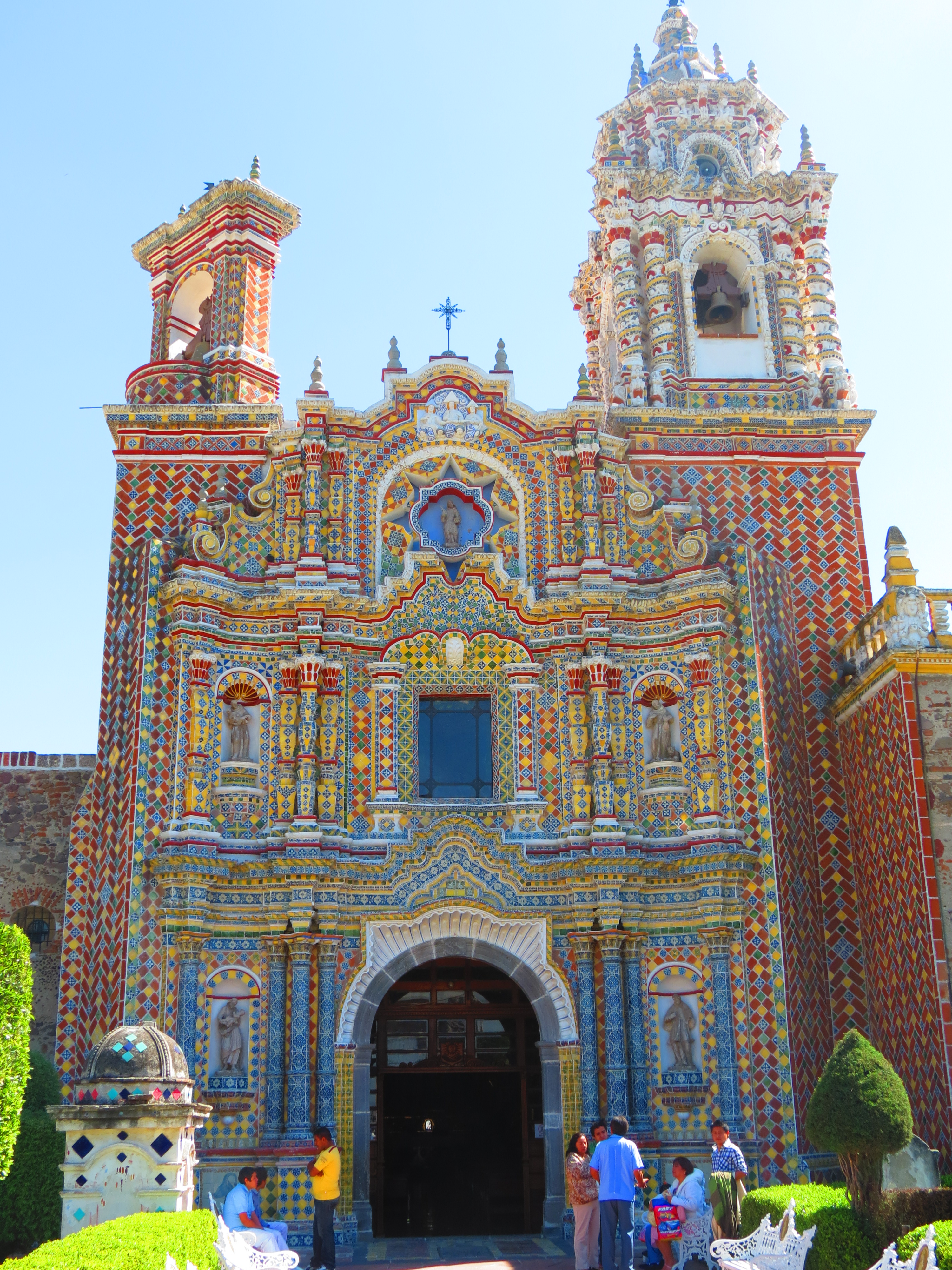
La façade pépiante de l'église de San Francisco Acatepec au Mexique, dont le décor en azulejos date de 1750.

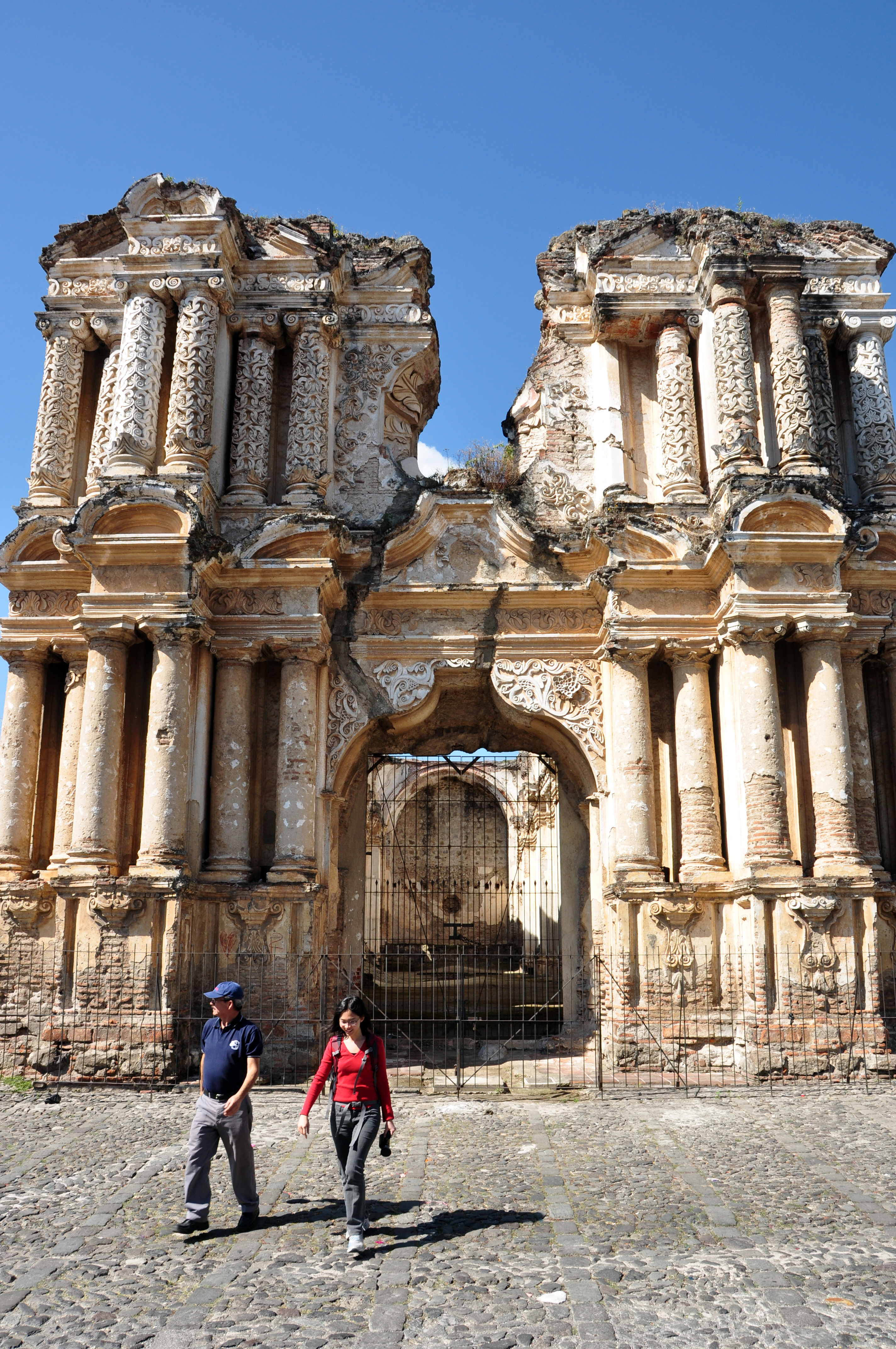
L'église El Carmen d'Antigua au Guatemala (édifiée en 1728).

L'architecture churrigueresque se diffusa dans toute l'Amérique de culture espagnole, mais fut souvent contrainte par l'activité sismique souvent intense de ces régions, poussant les bâtisseurs à concevoir des édifices aux murs épais, d'allure ramassée et dont l'ornementation ne pouvait être aussi fine qu'en métropole. Il fallut redoubler d'ingéniosité pour donner la prestance et la luxuriance nécessaires pour impressionner les fidèles, surtout lorsqu'il s'agit d'indigènes récemment convertis à la religion catholique. Ainsi, à l'église d'El Carmen d'Antigua, au Guatemala (reconstruite en 1728 après un tremblement de terre), l'architecte fit le choix d'agrémenter la façade de nombreuses colonnes (certes trapues) afin d'effacer la massivité de la maçonnerie. Il s'agit souvent d'églises construites en brique et dont la façade est décorée d'ornements en stuc.
Le baroque churrigueresque transplanté en Amérique est donc différent du fait des contraintes techniques, mais également du fait de l'influence persistante des traditions précolombiennes locales (bien que réprimées) ainsi qu'une certaine liberté prise à l'égard des modèles churrigueresques métropolitains, car si les bâtisseurs se sont contentés au départ de copier les modèles européens, des styles indépendants virent peu à peu le jour,. En effet, du fait de la distance et de l'absence de contrôle, l'architecture y devient plus extravagante, plus fantaisiste, et la survivance de formes décoratives locales, issues notamment au Mexique de l'ancienne civilisation aztèque, vient déformer les lignes classiques, décomposer chaque surface, désarticuler chaque élément décoratif, le goût pour l'ornementation géométrique très présente dans l'architecture aztèque se fait d'autant plus sentir.
La couleur, présente par l'enduit et surtout par l'azulejo est également une caractéristique du churrigueresque d'Amérique latine que l'on retrouve dans un certain nombre d'églises, telle que la collégiale d'Ocotlán dont la façade au portail exubérant surmonté d'une vaste coquille et cerné de deux tours recouvertes de losanges de tuiles vertes a été décorée par Francisco Miguel vers 1760, ou encore la flamboyante église de San Francisco Acatepec, achevée en 1760,.

## Déclin de l'architecture churrigueresque
Philippe V, élevé à Versailles, ne tenait pas en faveur ce style jugé monstrueux. Le roi préférait bâtir en mariant le goût italien au classicisme français, comme cela fut réalisé au château de la Granja, construit par l'architecte sicilien Filippo Juvara. La seule fantaisie tolérée s'exprimait par un style rocaille, dont la façade de la cathédrale de Murcie donne un bon exemple. Cependant, cela ne suffit pas dans un premier temps à faire taire le churrigueresque, populaire et bien implanté.
Dans la seconde moitié du XVIIIème, la réaction néo-classique se fait sentir. Il s'agit tout d'abord de contrôler la production architecturale et de brider les fantaisies et autres velléités baroques propres à chaque région espagnole pour parvenir à une plus grande unité architecturale. C'est pour cela qu'est créée en 1752 l'Académie des beaux-arts de San Fernando, fondée par Ferdinand VI. La surcharge ornementale n'est plus de mise, et la fidélité aux canons antiques et aux règles établies par les Anciens devient alors l'objectif principal, même si une plus grande sobriété ne signifie pas pour autant la disparition des effets théâtraux, permis notamment grâce à la monumentalité de l'architecture néo-classique. Cependant, la progression de l'architecture néo-classique est très inégale en Espagne, ainsi en Andalousie la tradition churrigueresque se maintient jusqu'à la toute fin du XVIIIe siècle.